# 柔毛路边青
柔毛路边青（学名：Geum japonicum var. chinense）为蔷薇科路边青属下的一个变种。

## 扩展阅读
- 維基物種上的相關：柔毛路边青